# Капитан Белли (эсминец)
«Капитан Белли», с 13 июля 1926 года «Карл Либкнехт»; с 3 апреля 1956 года ППР-63 — эскадренный миноносец типа «Лейтенант Ильин» (вторая серия эсминцев типа «Новик»). 
Строился под именем «Капитан Белли» в честь контр-адмирала Григория Григорьевича Белли на «Путиловской верфи» в Петрограде согласно «Большой судостроительной программе (1912—1916)» Морского министерства Российской империи. К началу 1918 года находился на плаву в недостроенном законсервированном состоянии. Достроен под именем «Карл Либкнехт» в честь немецкого политика, организатора Коммунистической партии Германии Карла Либкнехта по решению «Совета труда и обороны» в 1928 г.

## История службы
Зачислен в списки БФ 29 августа 1913 года, заложен 16 ноября 1913 года, спущен на воду 10 октября 1915 года, но вскоре строительство приостановлено, а корабль законсервирован. В октябре 1919 года включен во внутреннюю систему обороны Петрограда. Эсминец получил повреждения во время наводнения 1924 года (сорвало со швартовов и выбросило на мель в районе Лисьего носа). Летом следующего года снят с мели и отбуксирован на Северную верфь для достройки. Вступил в строй 3 августа 1928 года и вошёл в состав МСБМ.

### Служба между войнами, Зимняя война
После вступления в строй эсминец привлекался к боевой подготовке. С 26 июля по 19 октября 1933 года с составе ЭОН-2 совершил переход по Беломорско-Балтийскому каналу на север и вошёл в состав СВФ (организационно — в отдельный ДЭМ СВФ). В феврале 1938 года участвовал в эвакуации экспедиции И. Д. Папанина — осуществлял связь между руководителями операции и спасательными кораблями, а также дирижаблем «СССР-В6». В 29 ноября — 1 декабря 1939 года осуществлял огневую поддержку и обеспечение ПВО войскам 14-й армии в районе полуостровов Рыбачий и Средний (единственная боевая операция корабля в Зимней войне).
В марте 1940 года участвовал в снятии с мели у о. Кильдин ПЛ Щ-421. С 29 октября 1940 года встал на капитальный ремонт на заводе «Красная кузница». Главные турбины и часть вспомогательных механизмов была отправлена на завод № 190 им. А. А. Жданова, поэтому окончание ремонта и вступление эсминца в строй состоялось только после снятия Блокады.

### Великая Отечественная война
Вступил в строй после капитального ремонта 9 ноября 1944 года. В ходе ремонта у эсминца было усилено зенитное вооружение: снята зенитная пушка Лендера и пулемёты М-1, добавлены четыре автомата 70-К и по два зенитных пулемёта ДШК и «Браунинг». Установлены ГАС Дракон-128с и РЛС типа 291V.
После вступления в строй привлекался в основном к сопровождению конвоев. До окончания боевых действий несколько раз имел контакты с вражескими подводными лодками, но все атаки окончились безрезультатно или результаты не наблюдались. Утром 23 апреля 1945 года в течение трёх часов неоднократно устанавливал контакт и бомбил вражескую лодку. В результате лодка всплыла на поверхность и была потоплена артиллерией эсминца. По советским данным потопленной оказалась U-286, хотя на победу претендуют и британские эскортные корабли.
По мнению современных российских историков, «Карл Либкнехт» атаковал подлодку U-997, не добившись её повреждения.
После войны использовался мало из-за технического состояния и 1 октября 1953 года исключён из боевого состава эскадры. 21 сентября 1955 года принял участие в испытании ядерного оружия в районе Новой Земли. Эсминец располагался на расстоянии 1600 метров от эпицентра. Корабль получил незначительные повреждения, но так как «Карл Либкнехт» имел постоянную течь корпуса, его пришлось отбуксировать на мель. В дальнейшем 30 декабря 1955 года он был исключен из списков ВМФ и использовался в качестве плавпричала в губе Белушья.

## Командиры
- С. С. Политковский 03.1917-?
- В. А. Белли 1917—1919. (правнук капитана Белли, в честь которого был назван эсминец)
- Г. Ю. Сарнович 1927—1928.
- М. К. Шенявский (1928 — 1930)
- К. Ю. Андреус (1933 — 1938)
- Капитан 3 ранга П. И. Колчин (1933 — 1938)
- Капитан-лейтенант Д. Г. Нагорный (1939)
- Ст. лейтенант П. М. Гончар ([1940] — 22 августа 1941 года)
- Инженер-капитан лейтенант А. И. Белобровко (врио 22 августа 1941 года — 6 февраля 1942 года)
- Капитан-лейтенант, капитан 3 ранга А. Д. Шеварднадзе (6 февраля 1942 года — 2 февраля 1945 года)
- Капитан-лейтенант К. Д. Старицын (6 февраля — 9 мая 1945 года)[1]
- Капитан-лейтенант А. Н. Тюняев с 4 мая 1948 по 05 октября 1948 года[13].